# Marianne Heemskerk
Marianne Yvonne Heemskerk (Rotterdam, 28 agosto 1944) è un'ex nuotatrice olandese.
Specializzata nella farfalla, ha vinto la medaglia d'argento nei 100 m alle Olimpiadi di Roma 1960.
È stata primatista mondiale dei 200 m farfalla.

## Palmarès
- Olimpiadi

Roma 1960: argento nei 100 m farfalla.
- Europei

1962 - Lipsia: bronzo nei 100 m farfalla.